# Gamera contre Barugon
Pour plus de détails, voir Fiche technique et Distribution.
Gamera contre Barugon (大怪獣決闘 ガメラ対バルゴン, Daikaijū kettō: Gamera tai Barugon) est un film japonais réalisé par Shigeo Tanaka, sorti en 1966.

## Synopsis
Des chasseurs de trésor trouvent une opale géante, mais il se trouve que l'opale n'est autre qu'un œuf géant de Barugon, un lézard géant. Quand l'œuf éclot, le monstre fait des ravages mais Gamera (qui s'échappe de sa prison spatiale) va attaquer la bête afin de protéger le Japon et ses habitants.

## Fiche technique
- Titre : Gamera contre Barugon
- Titre original : 大怪獣決闘 ガメラ対バルゴン (Daikaijū kettō: Gamera tai Barugon?)
- Réalisation : Shigeo Tanaka
- Scénario : Nisan Takahashi
- Photographie : Michio Takahashi
- Montage : Tatsuji Nakashizu
- Production : Hidemasa Nagata
- Effets spéciaux : Noriaki Yuasa
- Société de production : Daiei
- Musique : Chūji Kinoshita
- Pays d'origine :  Japon
- Langue originale : japonais
- Genres : film d'aventure, film de science-fiction, film d'action, film de fantasy, film d'horreur, thriller, kaijū eiga
- Durée : 101 minutes[1]
- Date de sortie :
  - Japon : 17 avril 1966[1]

## Distribution
- Kōjirō Hongō : Keisuke Hirata
- Kyōko Enami : Karen
- Yūzō Hayakawa : Kawajiri
- Takuya Fujioka : Dr. Sato
- Kōji Fujiyama : Onodera
- Akira Natsuki : Ichiro Hirata
- Yoshirō Kitahara : Professeur Amano
- Ichirō Sugai : Dr. Matsushita